# 鬼平犯科帳
《鬼平犯科帳》是池波正太郎所著的日本時代小說。略稱鬼平。以被盜賊畏懼，稱為「鬼之平藏」的長谷川平藏為主人公的作品。

## 概要
在「ALL讀物」連載。以實際的人物火付盗賊改方長官・長谷川平藏為主人公的捕物帳，和『劍客商賣』『仕掛人・藤枝梅安』同為池波的代表作。曾被改編成電視劇、真人電影、舞台劇、漫畫及電視動畫。2021年2月時點的累計發行部數突破3000萬部。

## 時代背景
長谷川平藏在天明7年（1787年）至寛政7年（1795年）擔任火付盗賊改方長官。天明3年（1783年）的淺間山大喷发、天明大飢饉造成農作物歉收，引起物價上漲。各地治安敗壞，世情不穩。天明6年（1786年），田沼意次失勢。天明7年（1787年），松平定信就任老中，寛政改革開始，但是，因為經濟不安而來的犯罪依然增加，且凶惡化。同年10月，長谷川平藏就任火付盗賊改的長官。

## 外部連結
- 「鬼平」 （页面存档备份，存于）（日語）
- テレビ東京 鬼平 （页面存档备份，存于）（日語）